# Monochroa absconditella
Monochroa absconditella är en fjärilsart som beskrevs av Walker 1864. Monochroa absconditella ingår i släktet Monochroa och familjen stävmalar. Inga underarter finns listade i Catalogue of Life.